# Monumento a Maisonneuve
El Monumento a Maisonneuve (en francés: Monument à Maisonneuve) es un monumento del escultor Louis-Philippe Hébert construido en 1895 en la Plaza de Armas en Montreal, Quebec al este de Canadá.
Este monumento conmemora a Paul Chomedey de Maisonneuve, fundador de Montreal, y se dio a conocer el 1 de julio de 1895, como parte de las celebraciones por el 250 aniversario de Montreal en 1892. En 1896, el imponente monumento en el centro de la Plaza de armas atrajo a muchos curiosos.
Durante la década de 1890, se estableció una serie de placas conmemorativas por primera vez en Montreal, a instancias de la Sociedad Anticuaria y Numismática, que tuvo un papel activo en el proyecto de construcción del Monumento a Maisonneuve. Por su parte, la Sociedad histórica de Montreal en 1892/93 erigió un obelisco en memoria de los fundadores de Montreal. Los francófonos y anglófonos de Montreal encontraron un terreno común para recordar a las personalidades de la Nueva Francia, con cada grupo cultural destacando a sus propios "héroes".